# ソビブル
ソビブル（Sobibór）は、ポーランドの村。ルブリン県に属する。かつて、第二次世界大戦時にソビブル絶滅収容所がおかれ、多くのユダヤ人などが殺害された。人口は550人。

## 概要
ウクライナ・ベラルーシ・ポーランドの国境が交わる地点に近い。ブク川（ポーランド・ウクライナ国境を流れる）の西岸に位置している。周辺は原生林・湿地に囲まれており、近隣に大都市はみられない。第二次世界大戦においては、ドイツの征服を受けたのち、ソビブル絶滅収容所が建てられて多くのユダヤ人らが殺害された。
ソビブル絶滅収容所ではユダヤ人による武装蜂起が発生し、蜂起にかかわった多くは死んだものの、わずかながらユダヤ人が生きて脱出を果たした。この際に脱出したユダヤ人の証言に基づき、この出来事がクロード・ランズマン（『SHOAH ショア』の監督として知られる）によって映画化されている。